# Museum De Bastei

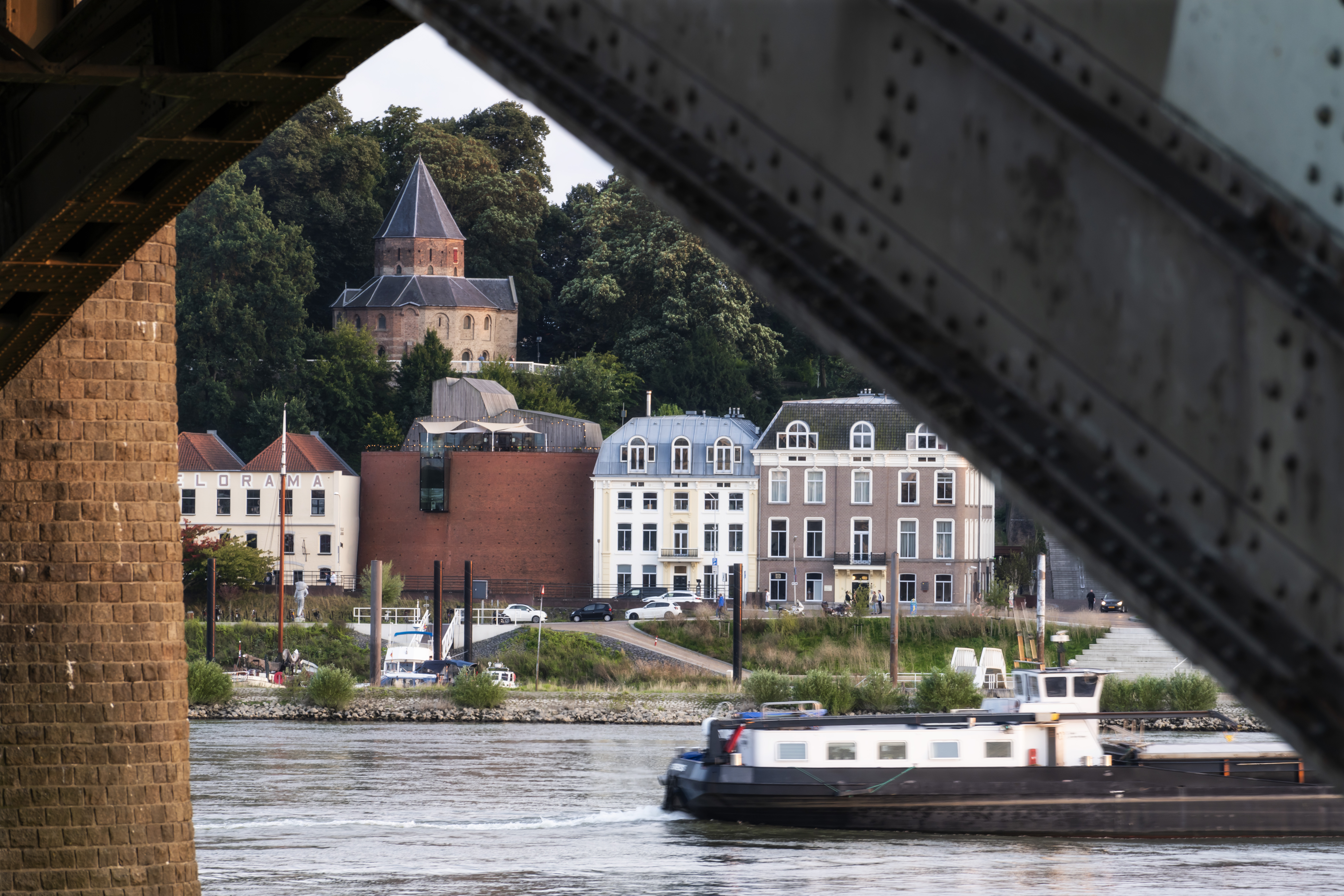
Vooraanzicht Museum De Bastei aan de Waalkade in Nijmegen met op de achtergrond de Valkhofheuvel.

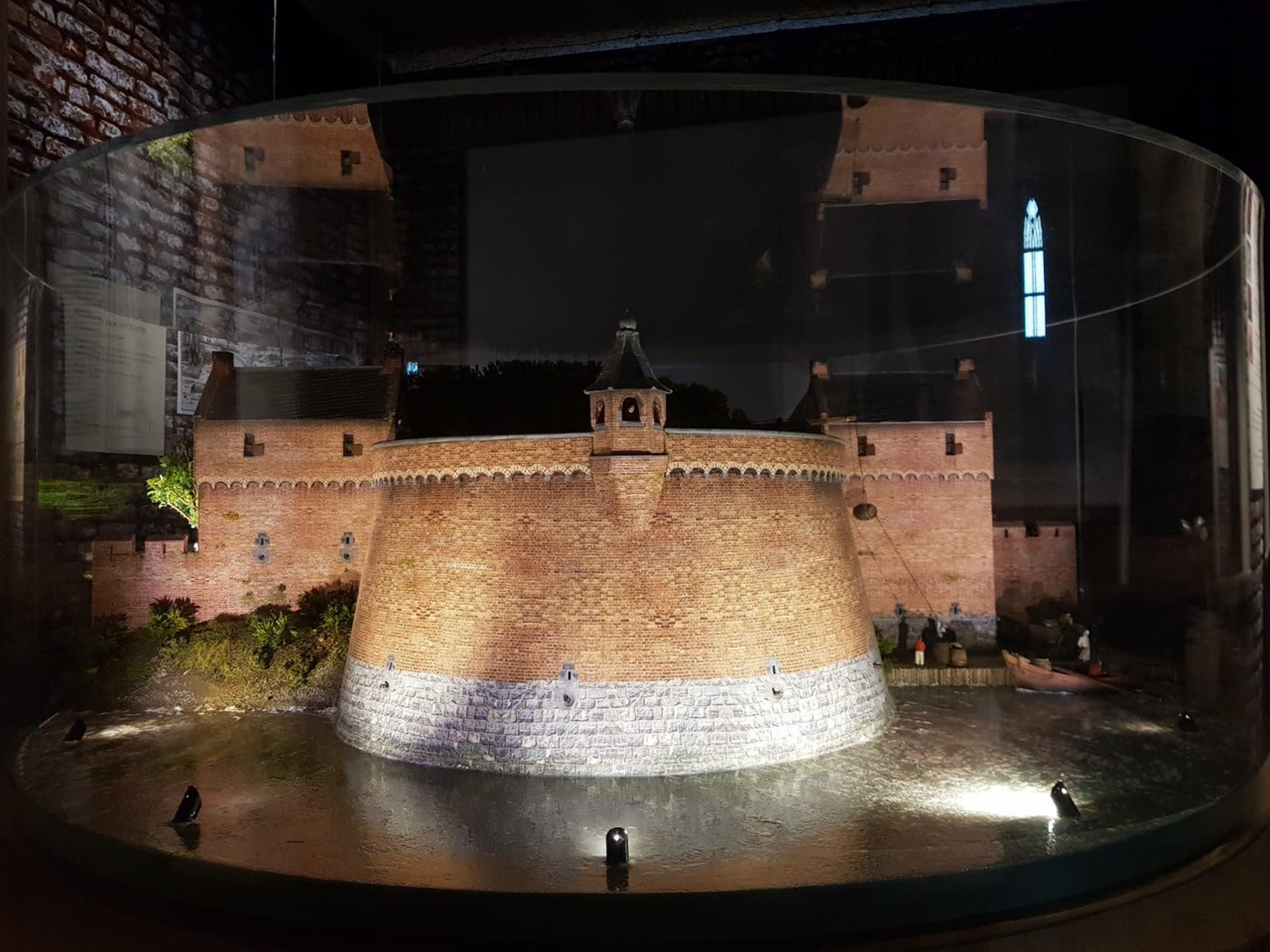
Maquette van De Stratemakerstoren in Nijmegen, een type verdedigings-toren dat een bastei wordt genoemd.

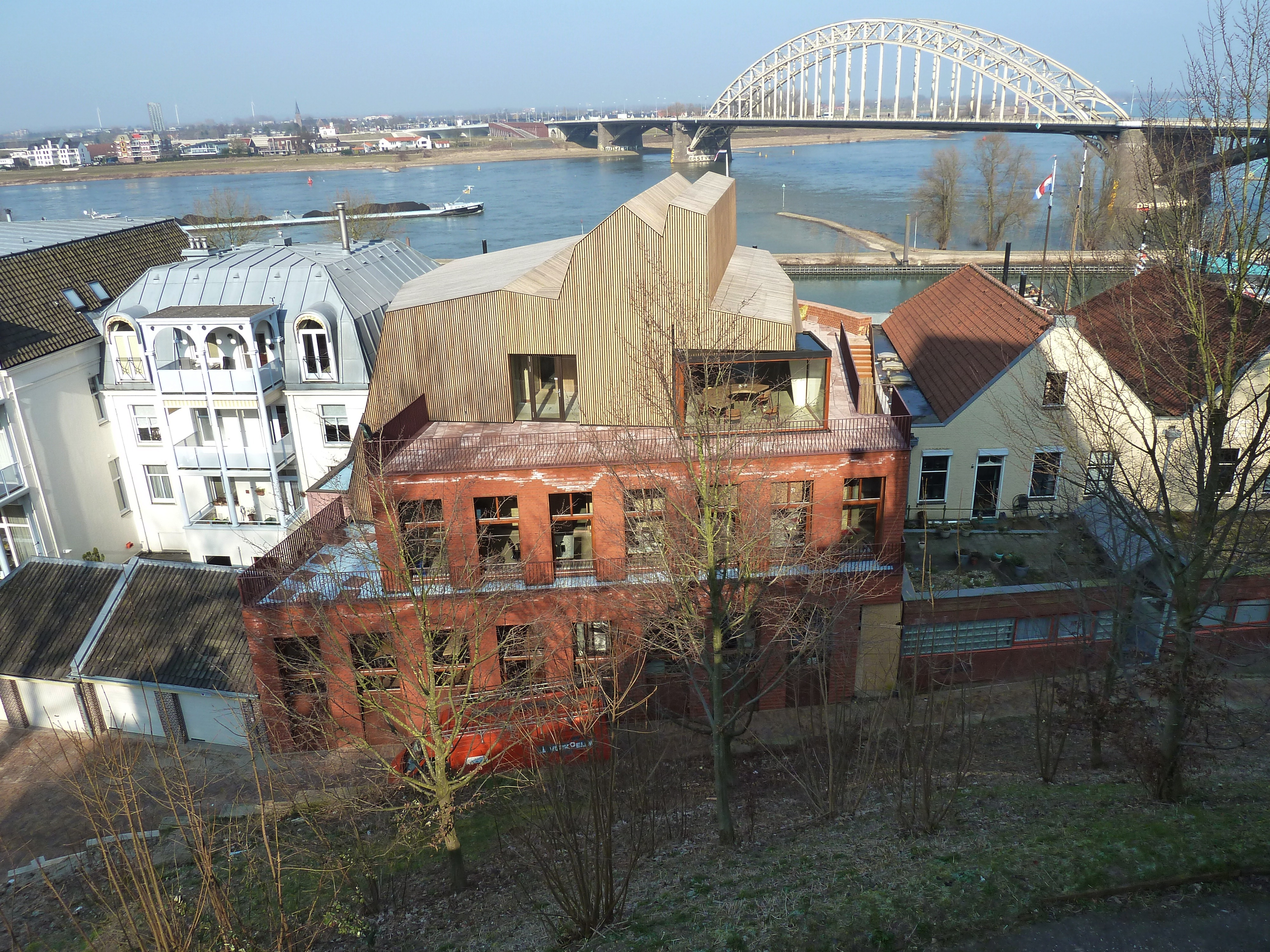
Achterzijde Museum De Bastei met op de achtergrond de Waalbrug

Museum De Bastei is een belevingsmuseum aan de Waalkade in de Nederlandse stad Nijmegen. Het museum opende in mei 2018 en is deels gevestigd in een verdedigingswerk van het type 'bastei' - vandaar ook de naam. Het entreegebouw van het museum is gelegen aan de voet van het Valkhof, naast de Veerpoorttrappen. In het museum liggen vele archeologische restanten die in situ worden gepresenteerd. Dit ondergrondse gedeelte verbindt het entreegebouw aan de Lange Baan met het centrale gedeelte, namelijk de verdedigingstoren gevestigd aan de Waalkade. Het belevingsmuseum is gericht op de relatie tussen de stad Nijmegen, de rivier de Waal en de omliggende natuur door de eeuwen heen: van de vorming van het landschap tot het heden. 

## Stratemakerstoren
In Museum De Bastei zijn de resten van de Stratemakerstoren uit de zestiende eeuw te zien, zoals twee kazematten met daartussen een overwelfde weergang met schietgaten. De Stratemakerstoren is een bastei. Een bastei is een hoefijzervormige verdedigingstoren, in de zestiende eeuw uitgevonden door de Duitse kunstenaar Albrecht Dürer. De naam van Museum De Bastei, verwijst naar deze verdedigingstoren.  

## Natuurhistorie
Museum De Bastei beheert de grootste natuurhistorische collectie van Gelderland. Deze collectie wordt gehuisvest in het historische Canisius College aan de Berg en Dalseweg in Nijmegen. De collectie van het museum startte eind 20e eeuw met oude schoolcollecties van het vroegere internaat, veelal bestaande uit exotische diersoorten. Deze collecties zijn in latere jaren uitgebreid met meer deelcollecties zoals vertebraten, paleontologie en het herbarium. Museum De Bastei beheert nu een uitgebreide collectie gesteenten, mineralen en fossielen, opgezette vogels en zoogdieren, insecten en een herbarium. 
De natuur(historische) presentaties van het museum zijn gericht op de regionale natuur. De zaal 'Oergrond' gaat over het ontstaan van het stuwwallen- en rivierenlandschap. In de tentoonstellingsruimte 'Schatkamer van de Rivier' worden regionale diersoorten tentoongesteld. Voor het onderwijs zijn er educatieve programma’s, zoals excursies naar natuurgebied de Gelderse Poort en lessen over natuur en milieu. 

## Archeologie
Tijdens de nieuwbouw van Museum De Bastei is er archeologisch onderzoek verricht. Archeologen hebben op de locatie aan de voet van de Valkhofheuvel diverse archeologische vondsten gedaan. Deze vondsten maken nu deel uit van Museum De Bastei. 
Overzicht van archeologische vondsten op de locatie van Museum De Bastei:
- Romeinse fundering uit de 2e eeuw.
- Romeinse muurresten uit de 3e/4e eeuw.
- Rest van de Valkhofburcht uit de 12e eeuw.
- Stadsmuur uit de 13e eeuw.
- Werner van Heze-toren uit de 13e eeuw (dit is de voorloper van de Stratemakerstoren)
- Kelder van een stadskasteel uit de 14e eeuw.
- Haardplaats van een huis uit de 14e eeuw.
- Resten van de Stratemakerstoren (bastei) uit de 16e eeuw.
- Resten van huizen die in de 18e eeuw boven op de bastei hebben gestaan.
- Resten van elektrotechnisch bedrijf Alewijnse dat in de 20e eeuw op het terrein boven de bastei was gevestigd.

De Romeinse restanten binnen Museum De Bastei zijn een onderdeel van het UNESCO Werelderfgoed De Neder-Germaanse Limes oftewel de noordelijke grens van het Romeinse Rijk.

## Afbeeldingen

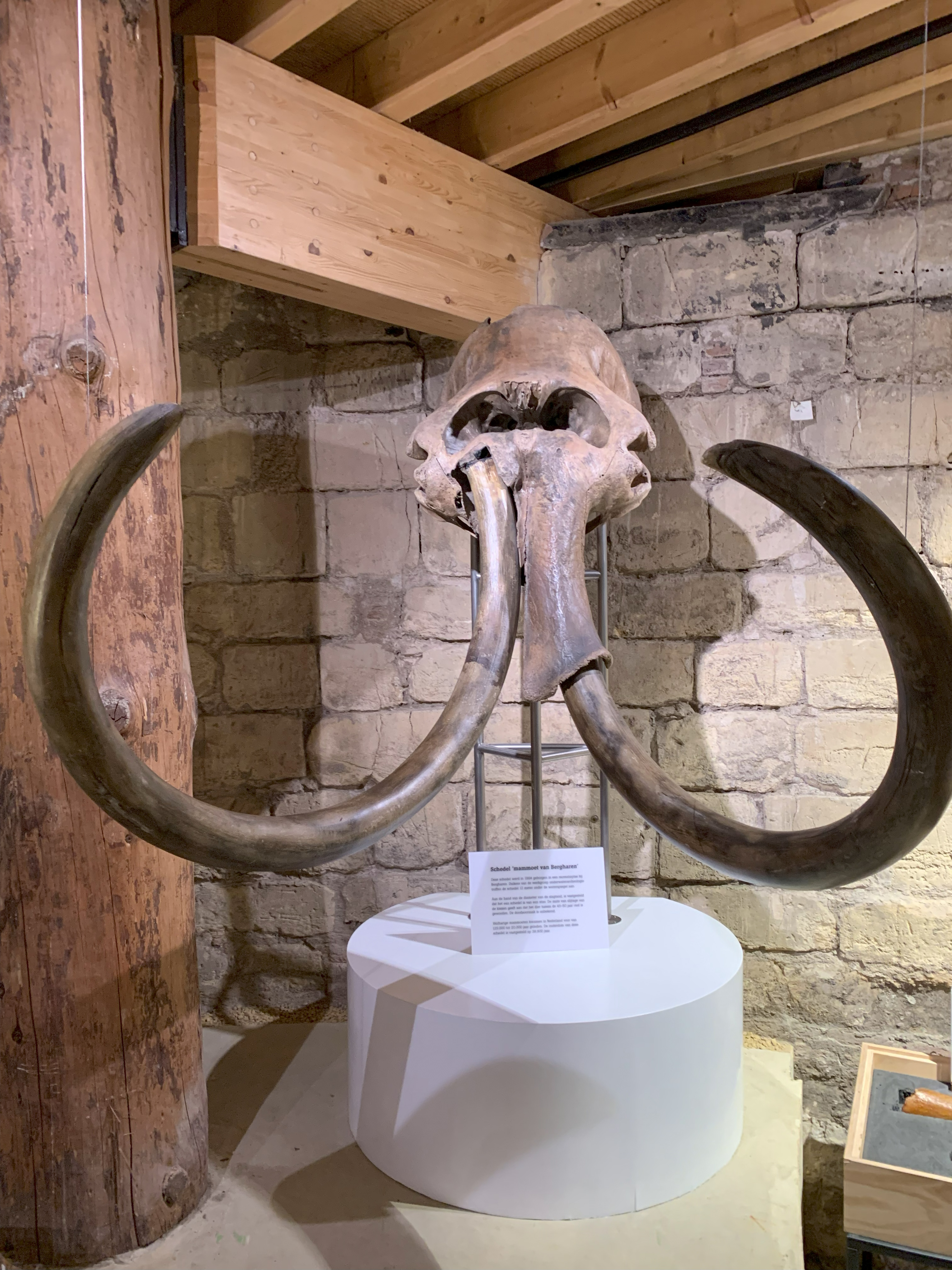
Mammoet van Bergharen
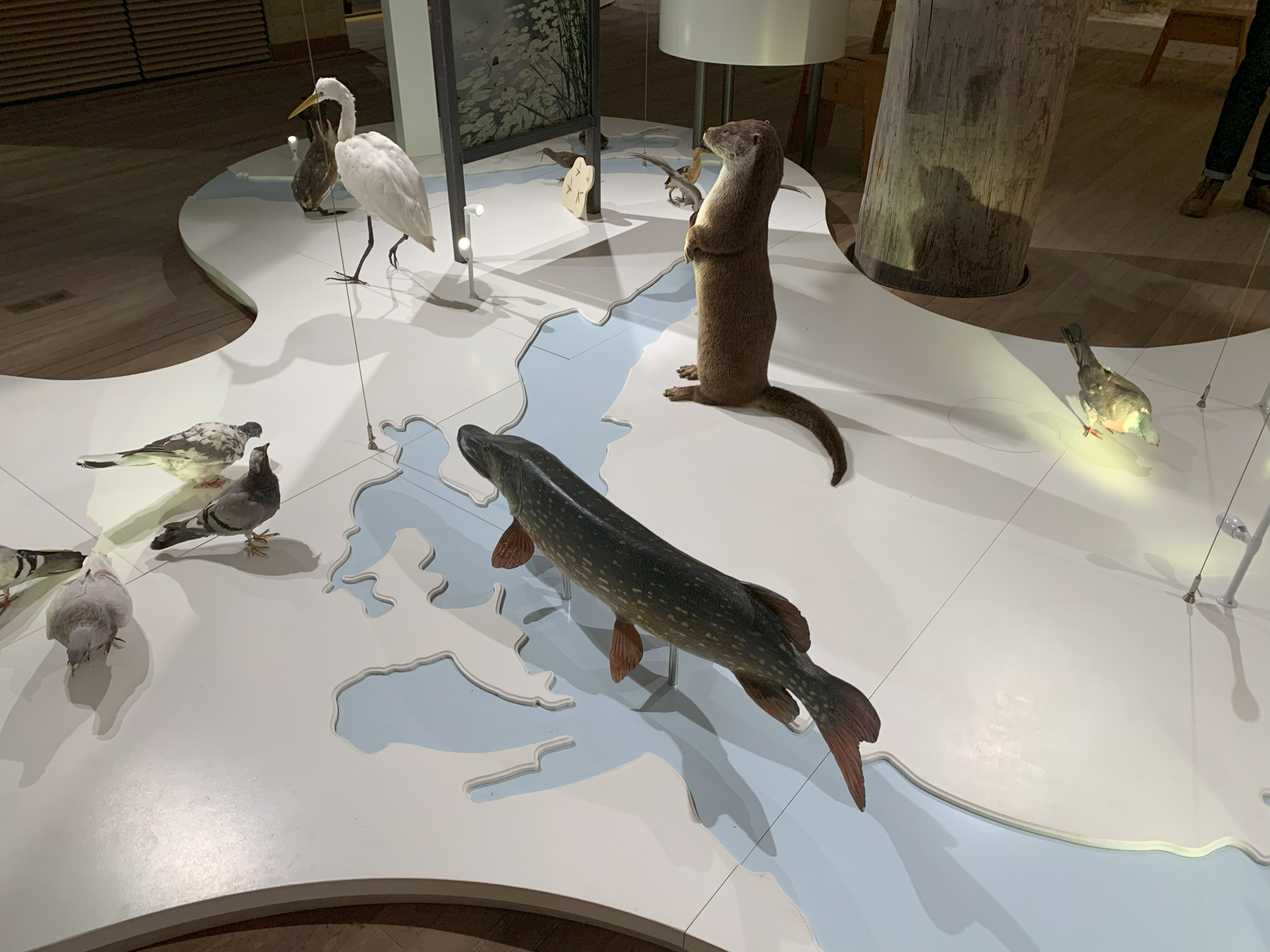
Opgezette dieren
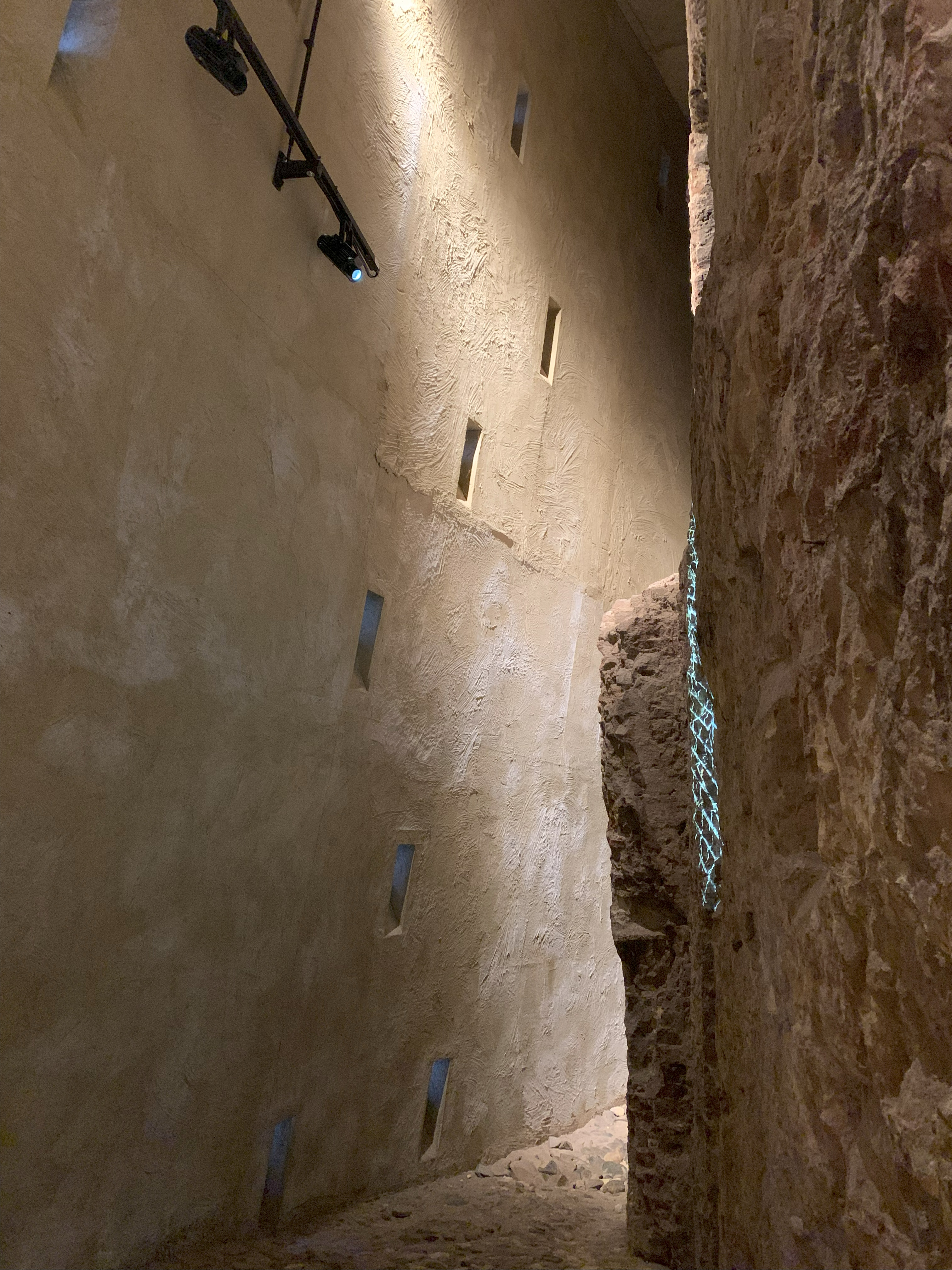
De ruimte tussen de huidige buitenmuur (schil) en de overgebleven muur van de bastei. De originele muur vulde oorspronkelijk deze tussenruimte.